# 楊光先
杨光先（1597年—1669年），字长公，南直隸歙县（今属安徽省歙县）人，明末清初天文学者。但因為排外，屢與西方天文傳教士發生衝突，造成教案“康熙曆獄”。

## 生平
杨光先祖籍浙江余姚，早年受荫官为新安所千户。崇祯十年（1637年），将衛所千户位让与其弟杨光弼，以布衣身份抬棺死劾大学士温体仁和给事中陈启新，遭廷杖后流放辽東。不久，温体仁倒台，杨光先得以赦免回乡。

### 排外態度與指控
清兵入關之后，順治帝任用天主教传教士汤若望為第一任欽天監監正，南怀仁為其助理。他們依照天主教教廷理論及西洋天文学制定新曆法，杨光先對此表示懷疑，批評西洋曆法誤以順治十八年閏十月為閏七月。後因天主教徒李祖白的著作《天學傳概》提出中華文化西來說，引發楊光先對天主教的強烈反感，寫《摘謬論》、《闢邪論》等文章加以驳斥，并屡次上疏称汤若望等妄言惑眾、意图谋反，必須将天主教信徒“人其人，火其书，庐其居。”他表示：“宁可使中夏无好曆法，不可使中夏有西洋人。”
康熙帝即位後，鰲拜、索尼、遏必隆、蘇克沙哈等四大顧命大臣執政，頗重視楊光先的意見，交由禮、吏二部會審。康熙四年（1665年），議政王等定讞，判決汤若望處決（后在孝莊皇太后斡旋下未执行），南怀仁流放；钦天监中与传教士合作的中國官員如李祖白等亦处死，史称“康熙曆獄。”

### 天文學謬誤
曆狱后，杨光先被任命为钦天监监副，但他自知天文學學識遠遠不足，于是上疏请辞。結果清廷非但駁回他的辭呈，反将其提升为钦天监监正。杨光先屢辭不獲，只得將自己的著作編輯整理為《不得已》一书，以舊說制約湯若望。接著引薦吴明烜为钦天监监副，由其负责推算，復用元、明的授時曆法。
楊光先在其《不得已》中反駁地圓說，“果大地如圓球，則四旁與在下國土窪處之海水，不知何故得以不傾？試問若望，彼教好奇，曾見有圓水、壁立之水，浮於上而不下滴之水否？”若真如西人所言，那麼“四旁與在下之國居於水中，則西洋皆為魚鱉，而若望不得為人矣。”認為西方像胡說八道，所以證明也不可信。

### 遭到調查並撤職
康熙五年（1666年）春，楊光先疏言十二月中氣不應，須訪求通曉古代候氣法之人。康熙七年（1668年），楊復疏言尚未找到能候氣者，並稱自己患風痹。至此清廷发现杨光先无法胜任，復用南怀仁以非官方身分治理曆法。次年，南怀仁疏劾杨光先、吴明烜在曆法推算上的種種舛誤，經眾臣檢驗，證實南懷仁所言皆應驗，楊光先所言皆不應驗，清廷決定康熙九年曆採用南懷仁之推算。南懷仁復指控杨光先當年依附鳌拜，援引吳明烜誣告湯若望謀叛，致使李祖白等無辜被戮。结果杨光先被判決處斬，康熙帝以其年老赦免之，罷官還乡，死于途中。

## 著作

### 文章
- 〈捐報疏〉，1636年上疏
- 〈死爭疏〉，1637年上疏
- 〈正陽忠告〉
- 〈選擇議〉，1659
- 〈摘謬論〉，1659
- 〈闢邪论上〉，1659
- 〈闢邪论中〉
- 〈闢邪论下〉，1660
- 「為曆關一代大典，邪教疎謬肆欺，據理駁政，仰祁睿斷事」，1660
- 〈始信錄序〉， 1660
- 〈正國體呈稿〉, 1660
- 〈渾天十二宮圖說〉，1660
- 〈鏡餘〉
- 〈與許青嶼待御書〉，1664
- 〈臨湯若望進呈圖象說〉，約1664
- 〈請誅邪教狀〉，1664
- 〈合朔初虧時刻辨〉，1665
- 〈日食天象驗〉，1665
- 〈一叩閽辭疏〉，1665
- 〈二叩閽辭疏〉，1665
- 〈三叩閽辭疏〉，1665
- 〈四叩閽辭疏〉，1665
- 〈五叩閽辭疏〉，1665

### 書籍
- 《野獲》，約1637年出版
  - 〈捐報疏〉
  - 〈死爭疏〉
  - 〈正陽忠告〉
- 《易見通書》，1659年以前出版，後被查毀
- 《孽鏡》，1661
  - 〈引〉
  - 正文
  - 〈金烏玉兔辯〉
- 《距西集》，約1662年出版
  - 〈闢邪论上〉
  - 〈闢邪论中〉
  - 〈闢邪论下〉
  - 「為曆關一代大典，邪教疎謬肆欺，據理駁政，仰祁睿斷事」
  - 〈摘謬論〉
  - 〈正國體呈稿〉
  - 《孽鏡》
  - 〈鏡餘〉
  - 〈選擇議〉
  - 〈渾天十二宮圖說〉
- 《不得已》，約1664年出版
  - 〈小引〉
  - 〈請誅邪教狀〉
  - 〈與許青嶼待御書〉
  - 〈闢邪论上〉
  - 〈闢邪论中〉
  - 〈闢邪论下〉
  - 〈臨湯若望進呈圖象說〉
  - 〈正國體呈稿〉
  - 〈中星說〉
  - 〈選擇議〉
  - 〈摘謬十論〉，為〈摘謬論〉的節錄版
  - 〈始信錄序〉
  - 〈尊聖學疏〉
  - 《孽鏡》
  - 〈鏡餘〉
  - 〈合朔初虧時刻辨〉
  - 〈日食天象驗〉
  - 〈一叩閽辭疏〉
  - 〈二叩閽辭疏〉
  - 〈三叩閽辭疏〉
  - 〈四叩閽辭疏〉
  - 〈五叩閽辭疏〉
- 《理氣考正論》
- 《陽宅闢謬》

## 延伸阅读
[在维基数据编辑]
 《清史稿·卷272》，出自趙爾巽《清史稿》

### 引用
1. ↑  .   [2025-04-06]. （原始内容存档于2025-03-25） （中文（臺灣））.
2. ↑  江曉原. . 《二十一世紀》. 2002年10月, (第73期): 90—102.
3. ↑   劉仲敬. 富察 , 编. . 八旗文化. 2017-11: 150–151. ISBN 978-986-95418-2-4 （中文（繁體））. 後來到了清朝，楊光先這類人說：「寧可使中夏無好曆法，不可使中夏有西洋人。」大多數歷史學家都說這是儒家士大夫和西方的衝突，其實不是。楊光先是什麼人呢？他是回族，是元朝引進中國那些色目人的後代。發生在康熙一朝和以後的衝突不是西洋天文學家和儒家天文學家的衝突，而是基督教天文學家和穆斯林天文學家的衝突。儒家天文學家，早在宋朝滅亡以後已經不復存在了，明朝用的那些天文學技術，還是元朝留給他們的那些，清朝的楊光先和耶穌會士湯若望的競爭，是回回曆（伊斯蘭曆）和西洋曆在競爭，湯若望證明了他預測日食比回回曆預測的更準，於是最終說服了康熙皇帝。那杨光先为何称自己为中夏之人而非色目之人呢？

## 註腳
1. ↑  參考了第谷的宇宙體系，雖未採用日心說，但對其做了介紹。[2]

## 外部連結
- 黃一農：〈楊光先家世與生平考〉.
- 黃一農：〈楊光先著述論略〉.
- 黃一農：〈張宸生平及其與楊光先間的衝突〉.
- 黃一農：〈新發現的楊光先《不得已》一書康熙間刻本〉.